# Literatură apocaliptică
Literatura apocaliptică este un gen de scriere profetică care s-a dezvoltat în cultura evreiască post-exilică și a fost populară printre creștinii milenialiști timpurii.
"Apocalipsă" (Ἀποκάλυψις) este un cuvânt grecesc care înseamnă revelație, descoperirea sau desfășurarea unor lucruri care nu erau cunoscute și care nu puteau fi cunoscute în afară de dezvelirea acestora Ca gen, literatura apocaliptică detaliază viziunile autorilor privind sfârșitul vremurilor ca dezvăluiri primite de la un mesager ceresc sau înger. Literatura apocaliptică din iudaism și creștinism se întinde pe o perioadă considerabilă, din secolele următoare exilului până la sfârșitul Evul Mediu. 

## Origini
Elemente apocaliptice (αποκαλυπτειν, pentru a descoperi ceva ascuns) pot fi găsite în cărțile profetice ale lui Ioel și Zaharia, în timp ce Isaia capitolele 24 - 27 și 33 prezintă foarte detaliat apocalipsa. Cartea lui Daniel oferă un exemplu clasic de maturitate deplină a acestui gen de literatură.  

## Literatura apocaliptică în Biblie
- Cartea lui Daniel (Daniel 1-12).
- Cartea lui Isaia (Isaia 24-27; 33; 34-35)
- Ezechiel 2:8-3;3:38-39
- Zaharia 12-14
- Ioel 2
- Evanghelia după Marcu 13
- Evanghelia după Matei 24
- Evanghelia după Luca 21
- 1 Tesaloniceni 4:13-5:11
- 2 Tesaloniceni  2
- Apocalipsa lui Ioan.

## Literatura apocaliptică în afara Bibliei
- Apocalipsa lui Avraam
- Apocalipsa lui Adam
- Apocalipsa lui Baruh
- Apocalipsa lui Ilie
- Apocalipsa lui Petru, atribuită Sfântului Petru
- A doua Carte a lui Enoh (Cartea Slavonă a lui Enoh sau Secretele lui Enoh), atribuită lui Enoh.
- Cartea Jubileelor, atribuită lui Moise
- Testamentul celor 12 patriarhi, atribuită fiilor lui Iacob
- Apocalipsa lui Ezra
- Apocalipsa lui Moise
- Apocalipsa lui Lameh
- Apocalipsa lui Șadrac